# Еріх Рюдігер фон Ведель
Е́ріх Рю́дігер фон Ве́дель (нім. Erich Rüdiger von Wedel; 9 березня 1892, Нойведелль — 2 липня 1954, Зальцгаузен) — німецький льотчик-ас, оберлейтенант Прусської армії.

## Біографія
Учасник Першої світової війни. 23 квітня 1918 року прибув в 11-ту винищувальну ескадрилью, виконував обов'язки її командира з 2 травня по 21 червня і з 27 липня по 13 серпня. Офіційно він прийняв командування цією ескадрильєю 31 серпня 1918 року та очолював її до кінця війни. Також 2—4 вересня виконував обов'язки командира 1-ї винищувальної ескадри.

## Нагороди
- Залізний хрест 2-го і 1-го класу
- Нагрудний знак військового пілота (Пруссія)
- Королівський орден дому Гогенцоллернів, лицарський хрест з мечами (29 вересня 1918)
- Почесний хрест ветерана війни з мечами